# Liste des ordinateurs à transistors
Ceci est une liste des ordinateurs à transistors (transistor en tant que composant électronique discret, non partie intégrante d'un circuit intégré). Les transistors sont utilisés à partir du milieu des années 1950 pour remplacer les tubes électroniques. Ils sont eux-mêmes remplacés à partir des années 1970 par les circuits intégrés. Les ordinateurs annoncés mais non réalisés ne sont pas inclus dans cette liste. On notera aussi que certains des premiers ordinateurs à transistors utilisent encore des tubes électroniques pour l'alimentation électrique ou certaines fonctions auxiliaires.

## Années 1950
1953
- Université de Manchester ordinateur à transistors (en) 1953 (prototype) 1955 (full scale) expérimental

1954
- Bell Labs TRADIC  pour l' US Air Force
- IBM 608 (en) transistor calculator, présenté en octobre 1954, annoncé en 1955, commercialisé à partir de décembre 1957

1955
- Harwell CADET (en) présenté en février 1955, ordinateur scientifique, pièce unique
- Mailüfterl (en) expérimental

1956
- MIT - Lincoln Laboratory TX-0
- Electrotechnical Laboratory ETL Mark III (Japon)  expérimental
- Metrovick 950 (en)

1957
- Burroughs SM-65 Atlas ICBM Guidance Computer MOD1, AN/GSQ-33 (en rien lié au Manchester ATLAS)
- Ramo-Wooldridge (TRW) RW-30 airborne computer[1]
- NCR 304
- Philco Transac S-1000 - Navy/NSA SOLO, one-off for NSA
- Univac TRANSTEC, pour l'US Navy
- Univac ATHENA, US Air Force missile guidance (ground control)

1958
- Electrologica X1 (en)
- MIT - Lincoln Laboratory TX-2
- UNIVAC Solid State ("mostly" solid state)
- Ferranti Argus
- RCA 501 (en) conçu comme un système commercial, mais utilisé pour des applications militaires

1959
- Olivetti Elea 9003
- MOBIDIC (en)
- IBM 7090
- IBM 1401
- IBM 1620 Model I (en) et ses successeurs IBM 1620 Model II (en)
- NEAC 2201 (NEC)
- EMIDEC 1100 (en)
- TRW RW-300[2]

## Années 1960
1960
- Honeywell 200 (en)
- UNIVAC LARC (en)
- CDC 1604 (en)
- CDC 160A (en)
- Datasaab D2 (en)
- DRTE Computer (en) expérimental
- Elliott 803 (en)
- AN/FSQ-32 (IBM 4020)
- AN/FSQ-31V (en)
- IBM 7070
- Siemens System 2002
- Université de Tokyo KDO-1
- Japan Electrotechnical Laboratory ETL Mark 5,
- Mitsubishi MELCOM 3409

1961
- Plessey (en) xL4
- MANIAC III
- CAB500
- LEO III
- English Electric KDP10 (en)
- Bendix G-20 (en)
- NEC NEAC 2205
- Fujitsu FACOM 222
- IBM 7030 Stretch
- Zuse Z23 (en)
- IBM 7080
- IBM 1710 (en)
- Packard Bell 250  (non lié au fabricant d'ordinateurs personnels)
- Matsushita MADIC IIA
- TRW-130[3] aka AN/UYK-1 for Transit submarine navigation satellite receivers

1962
- Philco (en) 212
- Atlas Computer (Manchester) (en)
- ASC-15 (en)
- ICT 1301 (en)
- ILLIAC II (en)
- UNIVAC 1107 (en)
- UMC 10
- IBM 7094
- Autonetics (en) D-17B (en)
- Regnecentralen (en) GIER
- RW-400 aka AN/FSQ-27 by TRW[4],[5]

1963
- Librascope (en) LGP-21
- IBM 7040 and IBM 7044
- CDC 3000 (en) series
  - CDC 3600 1963
  - CDC 3200 1964
  - CDC 3400,3800 1965
  - CDC 3100,3300 1965
- Elliott 503
- Ferranti-Packard 6000 (en)
- Ferranti Argus (en) 300
- GE-200 series
- UNIVAC 418
- PDP-6
- BESM 3M, 4 circa 1963

1964
- IBM 7094 II
- Model 109
- GE-400 series (en)
- English Electric KDF8 (en)
- English Electric KDF9 (en)
- SDS 930 (en)
- CDC 6600
- Titan (ordinateur) (Atlas 2)
- Ural (ordinateur) 11, 14
- Bunker-Ramo (en) BR-133 aka AN/UYK-3[6]

1965
- GE-600  (quelques circuits intégrés)
- NCR 315-RMC (en)
- PDP-8
- IBM M44/44X (en)
- IBM 1130
- TRASK (en), transistor version of BESK (en)

1966
1967
- CDC 6400
- CER-22 (en)

1968
- PDP-10 (premiers modèles uniquement, les suivants utiliseront des circuits intégrés)
- BESM 6 (en) (premiers modèles uniquement, les suivants utiliseront des circuits intégrés)
- Moscow Power Engineering Institute M-54

## Annexe